# Cytisus aeolicus
Cytisus aeolicus là một loài thực vật có hoa trong họ Đậu. Loài này được Guss. miêu tả khoa học đầu tiên.